# ブロデリック・ジョーンズ
ブロデリック・バーナード・ジョーンズ（Broderick Bernard Jones, 2001年5月16日 - ）は、アメリカ合衆国ジョージア州リソニア出身のプロアメリカンフットボール選手。NFLのピッツバーグ・スティーラーズに所属している。ポジションはオフェンシブタックル。

## 経歴

### カレッジ
ジョージア大学では2年目の2021年シーズンから試合に出場した。このシーズン、チームはCFPナショナルチャンピオンシップで優勝した。
2022年シーズンはオールSECファーストチームに選出され、チームはCFPナショナルチャンピオンシップで連覇を達成した。シーズン終了後、2023年のNFLドラフトにアーリーエントリーした。

### ピッツバーグ・スティーラーズ
| 6 ft 5+3⁄8 in (197 cm)          | 311 lb (141 kg) | 34+3⁄4 in (88 cm) | 10+5⁄8 in (27 cm) | 4.97 s | 1.74 s | 2.82 s | 30.0 in (76 cm) | 9 ft 0 in (2.74 m) |
| All values from the NFL Combine |                 |                   |                   |        |        |        |                 |                    |

2023年のNFLドラフトにて、全体14位でピッツバーグ・スティーラーズから指名され、その後ルーキー契約を結んだ。

## 人物
プロ入り後の背番号は、2023年に交通事故で亡くなった大学時代のチームメイトが着用していた77を選んだ。